# Mortonagrion amoenum
Mortonagrion amoenum – gatunek ważki z rodziny łątkowatych (Coenagrionidae).